# فتح أباد (لنجان)
فتح أباد هي قرية في مقاطعة لنجان، إيران. في تعداد عام 2006، لوحظ وجودها، ولكن لم يتم الإبلاغ عن سكانها.